# Camelinis
Els camelinis (Camelini) són una tribu de mamífers artiodàctils de la família dels camèlids i la subfamília dels camelins. Es calcula que divergiren dels laminis fa aproximadament 11 milions d'anys, segons el registre fòssil, o fa aproximadament 25 milions d'anys, segons els estudis del rellotge molecular. Tenen una fórmula dental de {\displaystyle {\tfrac {1.1.3.3}{3.1.2.3}}} El seu únic representant vivent, Camelus, també és l'únic que té una distribució fora de les Amèriques, des d'on emigraren al Vell Món a través de Beríngia.